# دهستان دهی
دهستان دهی، یکی از دهستان‌های بخش مرکزی شهرستان مهرستان در استان سیستان و بلوچستان ایران است. مرکز این دهستان، روستای دهی است.

## جمعیت
بر پایه سرشماری عمومی نفوس و مسکن در سال ۱۳۹۵، جمعیت دهستان دهی برابر با ۷٬۲۶۵ نفر بوده‌است.